# Langfang (ort i Kina)
Langfang (kinesiska: 廊坊市) är en ort i Kina. Den ligger i provinsen Hebei, i den norra delen av landet, omkring 51 kilometer sydost om huvudstaden Peking. Antalet invånare är 4 358 839. Befolkningen består av 2 125 739 kvinnor och 2 233 100 män. Barn under 15 år utgör 15,0 %, vuxna 15-64 år 77 %, och äldre över 65 år 7,0 %.
Runt Langfang är det tätbefolkat, med 849 invånare per kvadratkilometer. Langfang är det största samhället i trakten. Trakten runt Langfang består till största delen av jordbruksmark.
Genomsnittlig årsnederbörd är 685 millimeter. Den regnigaste månaden är juli, med i genomsnitt 255 mm nederbörd, och den torraste är januari, med 2 mm nederbörd.